# Boipeba tayasuensis
Boipeba tayasuensis — вимерлий рід сліпуноподібних змій із пізньої крейди (пост-турон) Бразилії. Він містить один вид, Boipeba tayasuensis. Вид відомий з одного преклоакального хребця з формації Адамантина на північному заході Сан-Паулу.

## Етимологія
Назва роду, Boipeba, на тупі-гуарані означає «плоска змія». Видовий епітет tayasuensis стосується відкриття виду в муніципалітеті порт. Taiaçu.

## Таксономія
Boipeba належав до тієї ж групи, що містить сучасних сліпуноподібних змій. Філогенетичний аналіз вказує на глибоке (пізня юра чи рання крейда) розбіжність між сліпуноподібними зміями та всіма іншими сучасними зміями, але до відкриття Boipeba не було відомих скам'янілостей сліпуноподібних змій у мезозої.
Вважається, що Boipeba є сестринською групою Typhlopoidea, будучи більш похідною, ніж Anomalepididae та Leptotyphlopidae, але базальною для всіх інших родин сліпуноподібних змій. Відкриття Boipeba в Бразилії підтверджує ідею про те, що Typhlopoidea могла походити з Гондвани.

## Опис
Однією з відмінних рис Boipeba є його великий розмір порівняно з сучасними сліпуноподібними зміями; лише сучасні Afrotyphlops schlegelii та Afrotyphlops mucruso з Африки конкурують з ним за розміром (близько 1 метра в довжину). Це вказує на те, що ранні сліпуноподібні змії могли бути великими за розміром і лише пізніше піддалися мініатюризації.